# Le Meurtre de Kyralessa
Le Meurtre de Kyralessa est un roman de Virgil Gheorghiu publié en 1965.

## Résumé
En Moldavie, dans les Carpates, le caporal Kyralessa a sa statue dans le village du même nom...

## Éditions
- Le Meurtre de Kyralessa, traduit du roumain par Livia Lamoure, Plon, 1966.
- Le Meurtre de Kyralessa, Le Livre de poche n° 2831, 1970.